# 院长 (学术机构)
院长（英語：rector）是教育机构的一个高级官员职称，既可以是大学也可以是中学的教务职称。在英语世界以外的地区，院长这个词通常指代大学中最高的官职，但在美国该词通常被用作校长的别称，在英国则是校监（chancellor）。